# Utežna funkcija
Utéžna fúnkcija (oznaka {\displaystyle w(x)\,})  je matematični pripomoček, ki ga uporabljamo pri seštevanju, integriranju in računanju povprečij. Utežno funkcijo uporabimo, kadar hočemo, da bi nekateri elementi imeli več vpliva na končni rezultat. 
Pogosteje se to dogaja v statistiki in analizi. Vse je močno povezano z merjenjem. 
Kadar nočemo uporabljati utežne funkcije, je utežna funkcija enaka {\displaystyle w(x)=1\,}. V tem primeru imajo vsi elementi enak vpliv na končni rezultat in rečemo, da smo dobili neuteženi rezultat. Kadar računamo z utežno funkcijo, rečemo, da smo dobili utežen rezultat, v nasprotnem primeru pa je rezultat neutežen.
Predpostavimo, da je funkcija {\displaystyle f:A\to R^{+}} realna. V tem primeru je neutežena vsota vrednosti {\displaystyle A\,} določena kot:
{\displaystyle \sum _{a\in A}f(a)\!\,.}
Utežno funkcijo lahko uporabimo za zvezne in nezvezne primere spremenljivk.

## Nezvezna uteženost
Če bi v zgornjem primeru uporabili utežno funkcijo {\displaystyle w:A\to {\mathbb {R} }^{+}\,}, bi bila vsota enaka:
{\displaystyle \sum _{a\in A}f(a)w(a)\!\,.}
Kadar je {\displaystyle B\,} končna podmnožica množice {\displaystyle A\,}, lahko nadomestimo kardinalnost z uteženo kardinalnostjo:
{\displaystyle \sum _{a\in B}w(a)\!\,.}
Če pa je {\displaystyle A\,} končna neprazna množica, lahko nadomestimo neuteženo srednjo vrednost:
{\displaystyle {\frac {1}{|A|}}\sum _{a\in A}f(a)}
z uteženo aritmetično sredino:
{\displaystyle {\frac {\sum _{a\in A}f(a)w(a)}{\sum _{a\in A}w(a)}}\!\,.}
V statistiki se uporablja utežna funkcija, da bi se odpravil vpliv nekaterih zunanjih nagnjenj k določenemu rezultatu. Zgled: {\displaystyle f_{i}\,}-krat merimo količino {\displaystyle f\,}. Pri tem je varianca enaka {\displaystyle \sigma _{1}{^{2}}\,}. Najboljša ocena meritev se dobi kot povprečje vseh meritev z utežmi {\displaystyle w_{i}=1/\sigma _{i}{^{2}}\,}. Tako dobljena varianca je manjša kot pri vsaki neodvisni meritvi {\displaystyle \sigma =1/\sum w_{i}\,}.
V mehaniki imamo primer z {\displaystyle n\,} telesi na vzvodu na mestih {\displaystyle x_{1},\cdots ,x_{n}\,}. Vzvod je v ravnovesju, če je:
{\displaystyle {\frac {\sum _{i=1}^{n}w_{i}{\boldsymbol {x}}_{i}}{\sum _{i=1}^{n}w_{i}}}\!\,.}
To pa je uteženo povprečje za lege {\displaystyle x_{i}\,}.

## Zvezna uteženost
V zvezni uteženosti je uteženost mera {\displaystyle w(x)dx\,} v neki domeni {\displaystyle \Omega \,}, ki je običajno podmnožica Evklidskega prostora {\displaystyle \mathbb {R} ^{n}\,}. Zgled: {\displaystyle \Omega \,} je lahko interval {\displaystyle [a,b]\,}. 
Predpostavimo, da je funkcija {\displaystyle f:\Omega \to {\mathbb {R} }} funkcija z realnimi vrednostmi. V tem primeru je neutežen integral enak:
{\displaystyle \int _{\Omega }f(x)\ dx\!\,}
to z lahkoto posplošimo na utežen integral:
{\displaystyle \int _{\Omega }f(x)w(x)\,dx\!\,.}
Pri tem pa mora biti funkcija {\displaystyle f\,} absolutno integrabilna glede na {\displaystyle w(x)dx\,} zato, da bi bil integral končen.
Če je {\displaystyle E\,} podmnožica {\displaystyle \Omega \,}, lahko prostornino vrednosti {\displaystyle E\,}, pišemo kot uteženo prostornino:
{\displaystyle vol(E)=\int _{E}w(x)\ dx\!\,.}
Če ima {\displaystyle \Omega \,} končno neničelno prostornino, lahko neuteženo povprečje:
{\displaystyle {\frac {1}{\mathrm {vol} (\Omega )}}\int _{\Omega }f(x)\ dx}
zamenjamo z uteženim povprečjem:
{\displaystyle {\frac {\int _{\Omega }f(x)\ w(x)dx}{\int _{\Omega }w(x)\ dx}}\!\,.}
Kadar sta {\displaystyle f:\Omega \to \mathbb {R} \,} in {\displaystyle g:\Omega \to \mathbb {R} \,}, lahko posplošimo neuteženi notranji produkt z:
{\displaystyle \langle f,g\rangle :=\int _{\Omega }f(x)g(x)\ dx\!\,}
z uteženim notranjim produktom:
{\displaystyle \langle f,g\rangle :=\int _{\Omega }f(x)g(x)\ dx\!\,.}